# Bagnone
Bagnone (Bagnòn in dialetto della Lunigiana, Bondelia in Latino) è un comune italiano di 1 663 abitanti della provincia di Massa-Carrara. 

Nell'alta Lunigiana, il comune di Bagnone fa parte del Parco Nazionale dell'Appennino Tosco-Emiliano.

## Geografia fisica

### Territorio
Il paese è attraversato dal torrente Bagnone, affluente di sinistra del Magra. Nasce sul Monte Sillara a 1861 m s.l.m. e i suoi principali affluenti sono il Redivalle, il Banolecchia, la Tanagorda, l'Acquetta, il Mangiola, La Fiumenta e la Pandeza. Il tratto che attraversa il paese è caratterizzato da alcune piccole cascatelle. Nel torrente è praticata la pesca sportiva con la mosca e nei mesi invernali o dopo periodi piovosi è possibile praticare il kayak.
Il paese è distinto in due nuclei: in alto l'abitato di Gutula, che sorge sulla sommità di un ripido colle e su cui domina il castello dei conti Noceti; in basso il Borgo affacciato sul torrente da cui trae il nome.

### Clima
In base alla media trentennale di riferimento (1961-1990), la temperatura media del mese più freddo, gennaio, è di +4,3 °C; quella del mese più caldo, luglio, si attesta a +21,8 °C.
- Classificazione sismica: zona 2 (sismicità medio-alta), Ordinanza PCM 3274 del 20/03/2003
- Classificazione climatica: zona E, 2316 GR/G
- Diffusività atmosferica: media, Ibimet CNR 2002

## Origini del nome
Come testimonia D. Domenico Cattaneo l'origine del nome in latino fu prima Bondelia e successivamente Bagnonum. Il nome del paese deriva dall'omonimo torrente che scorre non lontano dal castello, attorno al quale sorse il nucleo originario dell'abitato. Il castello aveva una funzione di controllo della viabilità del fondovalle, importante per la presenza del fascio viario della via Francigena ed era in comunicazione visiva con le analoghe strutture fortificate.

## Storia

### Epoca antica e Medioevo
Il territorio fu abitato sin dall'età della pietra e il ritrovamento di una statua stele a Treschietto dimostra la presenza umana durante l'età del bronzo.

#### Epoca longobarda e franca
Durante l'epoca longobarda il territorio corrispondente all'attuale comune di Bagnone fu parte del Ducato di Tuscia e successivamente, in seguito all'invasione franca e alla riorganizzazione amministrativa su base comitale operata nel 781 da Carlo Magno, della Marca di Tuscia.
Nel 951 Oberto I, conte palatino e di Luni, di origine longobarda, fu investito da Berengario II della Marca Obertenga che comprendeva oltre a gran parte della Lombardia, dell'Emilia, dell'Oltregiogo e della Liguria orientale, anche la Lunigiana e la Garfagnana. Bagnone viene nominato per la prima volta proprio durante il suo governo, in un documento del 963 con il quale l’imperatore Ottone I rinnova la protezione ai Vescovi-Conti di Luni. Oberto ebbe due figli: Adalberto I, capostipite delle casate dei Cavalcabò e dei Pallavicino e Oberto II, a cui passò il titolo di conte di Luni. Da quest'ultimo nacquero Ugo, marchese di Milano, Alberto Azzo I, conte di Luni e capostipite degli Este, Berta, moglie di re Arduino d'Ivrea e Oberto Obizzo I.

#### I Malaspina
Il borgo di Bagnone è menzionato una seconda volta in una bolla di Papa Callisto II del 1124 e nella pace stipulata quello stesso anno grazie alla mediazione dei consoli lucchesi tra Andrea, vescovo di Luni e Alberto detto "il Malaspina" dopo sette anni di guerra dovuta alla costruzione di un castello sul monte Caprione. Alberto, pronipote di Oberto Obizzo I, fu l'Eponimo della casata dei Malaspina, famiglia che ricoprirà un ruolo di primo piano nelle vicende storiche dell'intero comprensorio lunigianese.
Nel 1221, previa conferma imperiale da parte di Federico I, Corrado l'Antico e il nipote Opizzino si accordarono per dividersi il patrimonio familiare dei Malaspina: al primo furono assegnati i possedimenti alla destra idrografica del Magra e al secondo quelli alla sinistra. I due furono i fondatori rispettivamente dei rami dello "Spino Secco" e dello "Spino Fiorito", così chiamati in ragione dei loro stemmi, il primo ghibellino, il secondo guelfo.
Nel 1351, sotto il dominio dei Malaspina di Filattiera, Bagnone divenne un feudo indipendente. 
Nel 1471 i fiorentini occuparono il paese, imprigionarono Cristiano Malaspina e annessero il borgo alla Repubblica di Firenze.

### Epoca moderna e contemporanea
Bagnone seguì poi le vicende del Granducato di Toscana dove rimase fino all'età napoleonica.
Nel 1815 ritornò al Granducato di Toscana, ma nel 1849 fu annesso al ducato di Parma e vi rimase fino all'Unità d'Italia nel 1859. 
Inserito nella provincia di Massa e Carrara, il comune raggiunse l'attuale estensione territoriale nel 1894 con l'annessione della frazione di Orturano.
Nel 1904 o 1905 il mezzadro Antonio Bassignani intento all'aratura di un campo di proprietà dei conti Noceti rinvenne un meteorite ferroso nei pressi della località Ca' d'Bernard. Il meteorite rimase accantonato presso il campo per molti anni finché nel 1967 fu portato da Lorenzo Ruschi Noceti dapprima nel Castello di Bagnone e poi posto all'attenzione dell'Istituto di Mineralogia e Petrografia dell'Università di Pisa che lo identificò e decise di acquistarlo. Composto prevalentemente da ottaedrite, con i suoi 48 kg di peso è tuttora il più grande rinvenuto in Italia. Si trova oggi conservato in due grossi frammenti al Museo civico di storia naturale di Milano e al Museo di storia naturale dell'Università di Pisa.

### Simboli
Lo stemma è d'argento, a tre torri d'oro, attraversanti su una fascia di rosso, accompagnate nel cantone destro del capo da un crescente e tre stelle d'oro, e nel cantone sinistro da una mano di carnagione che stringe un crescente.
Le torri ricordano le tre comunità che formarono il vicariato di Bagnone: Bagnone, Castiglion del Terziere e Capodiponte. Le figure che circondano le torri ricordano l'influenza esercitata dall'antica città di Luni sui territori della Val di Magra.
Il gonfalone è un drappo di azzurro.

## Monumenti e luoghi d'interesse

### Architetture religiose
- Chiesa di Sant'Andrea - Lusana
- Chiesa di Sant'Andrea Apostolo - Gabbiana
- Chiesa di San Giacomo Apostolo - Collesino
- Chiesa di San Giovanni Battista - Treschietto
- Chiesa dei Santi Ippolito e Cassiano - Pieve
- Chiesa di San Leonardo  - Castiglione del Terziere
- Chiesa di Santa Maria - Bagnone
- Chiesa di Santa Maria Assunta - Mochignano di Sopra
- Chiesa di Santa Maria Assunta - Mochignano di Sotto
- Chiesa di Santa Maria Assunta - Orturano
- Chiesa di Santa Maria Assunta - Vico
- Chiesa di San Matteo - Iera
- Chiesa di San Michele Arcangelo - Corvarola
- Chiesa di San Niccolò - Bagnone
- Chiesa di San Pietro - Corlaga
- Chiesa di San Tommaso - Pastina
- Convento degli Agostiniani - Bagnone
- Convento della Santissima Annunziata - Bagnone
- Oratorio del Transito di San Giuseppe - Orturano
- Capellania di San Leonardo - Compione
- Oratorio della Visitazione di Maria - Agnetta
- Oratorio di Sant'Anna - Stazzone
- Oratorio di Sant'Antonio da Padova - Canneto
- Oratorio di San Biagio - Iera
- Oratorio di Santa Croce - Monterole
- Oratorio di San Giacomo - Biglio
- Oratorio di San Niccolò - Bagnone
- Oratorio di San Rocco - Bagnone
- Oratorio di San Rocco - Corvarola
- Oratorio di San Terenzio - Pieve
- Oratorio di Santa Zita e Santa Barbara - Valle

### Architetture civili

#### Bagnone
- Casa Bertozzi
- Casa Bicchierai
- Casa Cortesini
- Casa del Pubblico Soccorso
- Casa della Santina
- Casa Di Negro
- Casa Moreni
- Casa Querni
- La Pialastra
- Palazzo Bicchierai
- Palazzo Cartegni
- Palazzo Cortesini
- Palazzo dei Vecchi Mulini
- Palazzo del Vecchio Municipio
- Palazzo delle Carceri
- Palazzo Focacci
- Palazzo Francia
- Palazzo Quartieri
- Palazzo Querni
- Palazzo Raffaelli Bellegotti
- Palazzo Ruggeri
- Palazzo Valenti
- Ponte della Pialastra
- Ponte Vecchio
- Teatro Comunale F. Quartieri, Franco Oliva (1940)
- Villa Quartieri
- Villa Venuti

#### Canale
- Casa Bernabovi

#### Castiglione del Terziere
- Palazzo Porcellotti
- Palazzo Turriani

#### Grecciola
- Villa Simonini

#### Nazzano
- Casa Di Sivo

#### Pagazzana
- Villa Di Negro

#### Pastina
- Casa Chiodini

### Architetture militari
- Castello di Bagnone
- Castello di Castiglione del Terziere
- Castello di Corlaga (Palazzo Biagini)
- Castello di Corvarola
- Castello di Iera
- Castello di Treschietto

## Società

### Evoluzione demografica
Abitanti censiti

### Frazioni
Il comune di Bagnone presenta numerose frazioni in aggiunta al nucleo storico principale qui ordinate per popolazione: Treschietto (138 abitanti), Vico (100), Corlaga (92), Orturano (71), Iera (64), Pastina (53), Groppo (49), Valle-Montale (38), Lusana (33), Stazzone (31), Agnetta (31), Pieve (29), Corvarola (23), Collesino (22), Canneto (22), Leugio (20), Mochignano di Sopra (20), Mochignano di Sotto (20), Monterole (19), Nezzana (19), Gabbiana (18), Castiglione del Terziere (17), Vespeno (16), Canale (9), Compione (6), Cassolana (5), Biglio (4). Altri 392 abitanti risiedono in case sparse.

## Cultura

### Archivio storico comunale
L'archivio storico del Comune di Bagnone è caratterizzato da una singolare ricchezza e varietà di documenti conservati, i quali sono relativi ad un'area territoriale molto più ampia di quella attualmente delimitata dai confini comunali. La ragione di ciò è da ricondurre al ruolo svolto da Castiglione del Terziere prima e da Bagnone poi quale sede di una cancelleria comunitativa e quindi punto nevralgico di un tessuto ramificato che comprendeva tra le sue maglie una striscia di territorio che da Rocca Sigillina giungeva ad Albiano e si distendeva ad oriente sino a Codiponte.

### Biblioteca
La biblioteca civica "G. B. Cartegni" è stata aperta nel 1975 ed ha un notevole patrimonio librario.

### Museo Archivio della Memoria
Il Museo Archivio della Memoria è suddiviso in due sezioni, una didattica multimediale dedicata al Novecento e una documentale, ubicata presso l'archivio storico comunale.

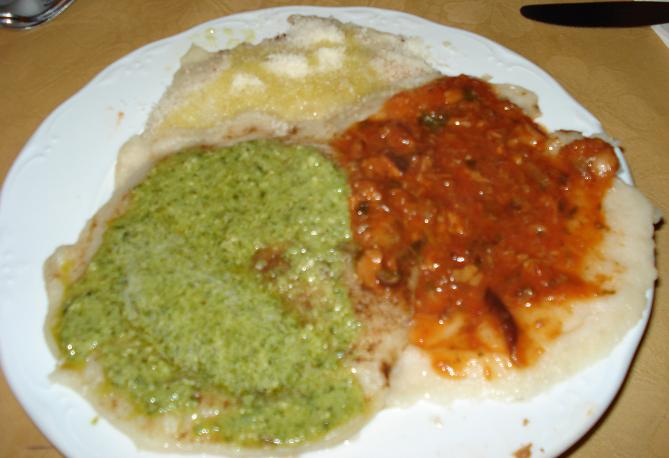
Panigacci, un piatto semplice tipico della Lunigiana

### Cucina
Il piccolo comune toscano ha una lunga tradizione di coltivazione della cipolla nella zona di Treschietto, da cui prende il nome. Inoltre sono da ricordare altre specialità della Lunigiana come i Testaroli, la Torta d'erbi, la Barbotta, lo Sgabeo, la Bomba di riso, la torta di patate, la torta di zucca e patate, la torta di porri, le bistecchine d'agnello, la torta di mandorle, i tortelli alla bagnonese, le lasagne bastarde, la patona.

## Geografia antropica

### Frazioni
Il comune di Bagnone si estende su di un territorio molto ricco di borghi medioevali. Le frazioni possono essere distinte in tre gruppi geografici:
- le frazioni poste sulla direttrice del torrente Bagnone (o dei suoi affluenti), vale a dire Corlaga (con Stazzone,contea di Agnetta e Leugio), Mochignano (Sopra e Chiesa), Vico (con Chiesa, Valle, Montale, Monterole e Canneto), Treschietto (con Palestro), Iera, Compione e la solitaria Collesino;
- le frazioni poste in direzione del comune di Licciana Nardi, ovvero Pastina, Pieve (con Groppo e Vespeno), Castiglione del Terziere, Corvarola, Gabbiana (con Baratti e Cassolana) e Lusana;
- le frazioni poste sulla collina che sovrasta il capoluogo: Biglio, Orturano (con Canale) e la località di Nezzana dipendente da Bagnone.

## Amministrazione
Di seguito è presentata una tabella relativa alle amministrazioni che si sono succedute in questo comune.
| Periodo        | Periodo        | Primo cittadino      | Partito                                         | Carica               | Note          |
| -------------- | -------------- | -------------------- | ----------------------------------------------- | -------------------- | ------------- |
| 18 giugno 1988 | 26 maggio 1990 | Edamo Barbieri       | Democrazia Cristiana                            | Sindaco              | [ 23 ]        |
| 26 maggio 1990 | 24 aprile 1995 | Edamo Barbieri       | Democrazia Cristiana, Partito Popolare Italiano | Sindaco              | [ 23 ]        |
| 24 aprile 1995 | 14 giugno 1999 | Piero Pierini        | centro-destra (liste civiche)                   | Sindaco              | [ 23 ]        |
| 14 giugno 1999 | 14 giugno 2004 | Piero Pierini        | centro-destra (liste civiche)                   | Sindaco              | [ 23 ]        |
| 26 giugno 2004 | 8 giugno 2009  | Gianfranco Lazzeroni | Democratici di Sinistra                         | Sindaco              | [ 23 ]        |
| 8 giugno 2009  | 27 maggio 2014 | Gianfranco Lazzeroni | lista civica Vivere per Bagnone                 | Sindaco              | [ 23 ]        |
| 27 maggio 2014 | 28 maggio 2019 | Carletto Marconi     | lista civica Vivere per Bagnone                 | Sindaco              | [ 23 ]        |
| 28 maggio 2019 | 14 giugno 2021 | Carletto Marconi     | lista civica Bagnone nel Cuore                  | Sindaco              | [ 23 ] [ 24 ] |
| 14 giugno 2021 | 4 ottobre 2021 | Daniele Lombardi     | lista civica Bagnone nel Cuore                  | Vicesindaco reggente | [ 23 ]        |
| 4 ottobre 2021 | in carica      | Giovanni Guastalli   | lista civica Bagnone nel Cuore                  | Sindaco              | [ 23 ]        |

## Sport

### Infrastrutture
Campo sportivo comunale "A. Negrari", capienza 390 spettatori.

## Galleria d'immagini

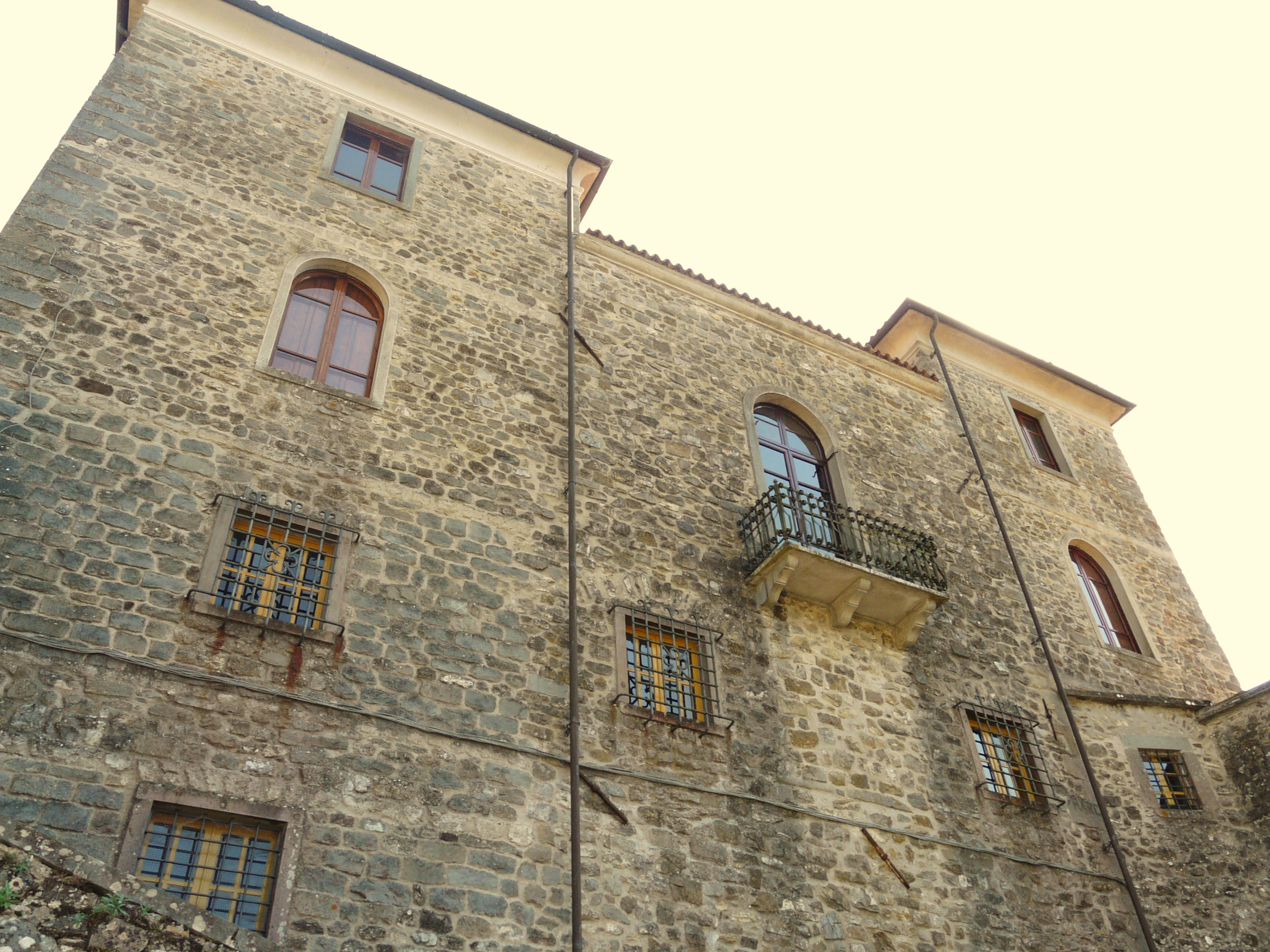
Il castello Malaspina XIV secolo
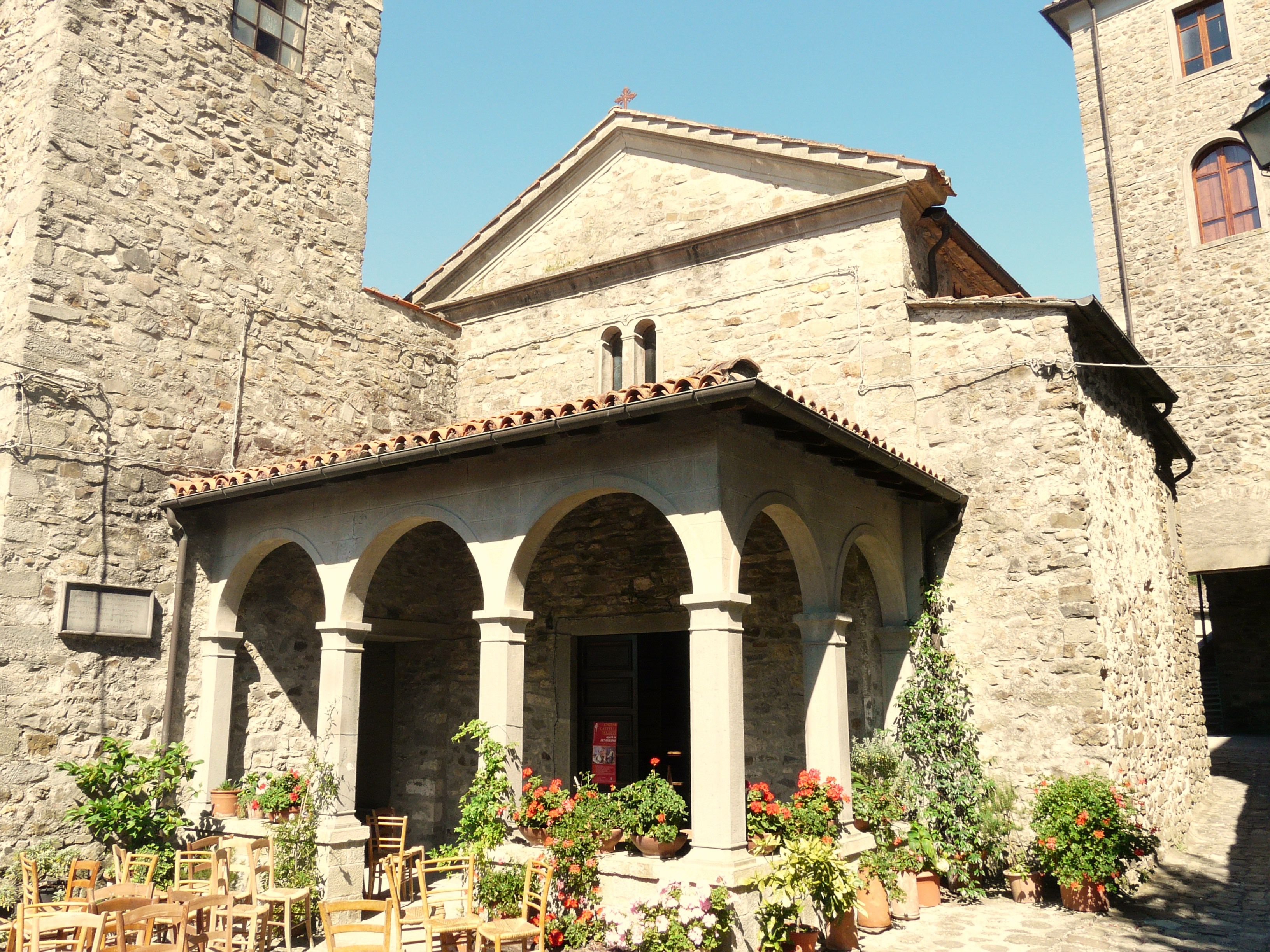
Oratorio di San Niccolò X secolo
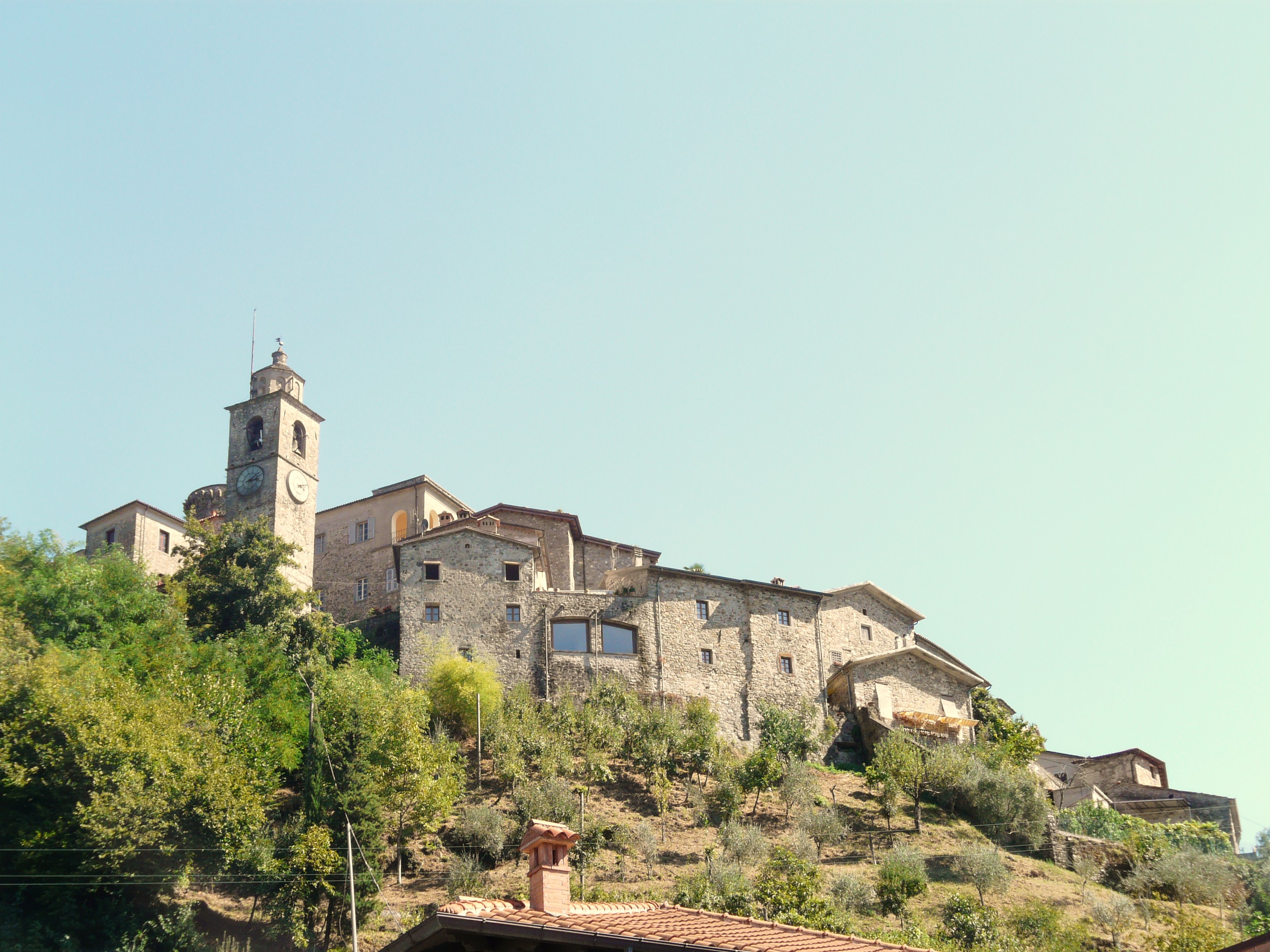
Bagnone, la rocca
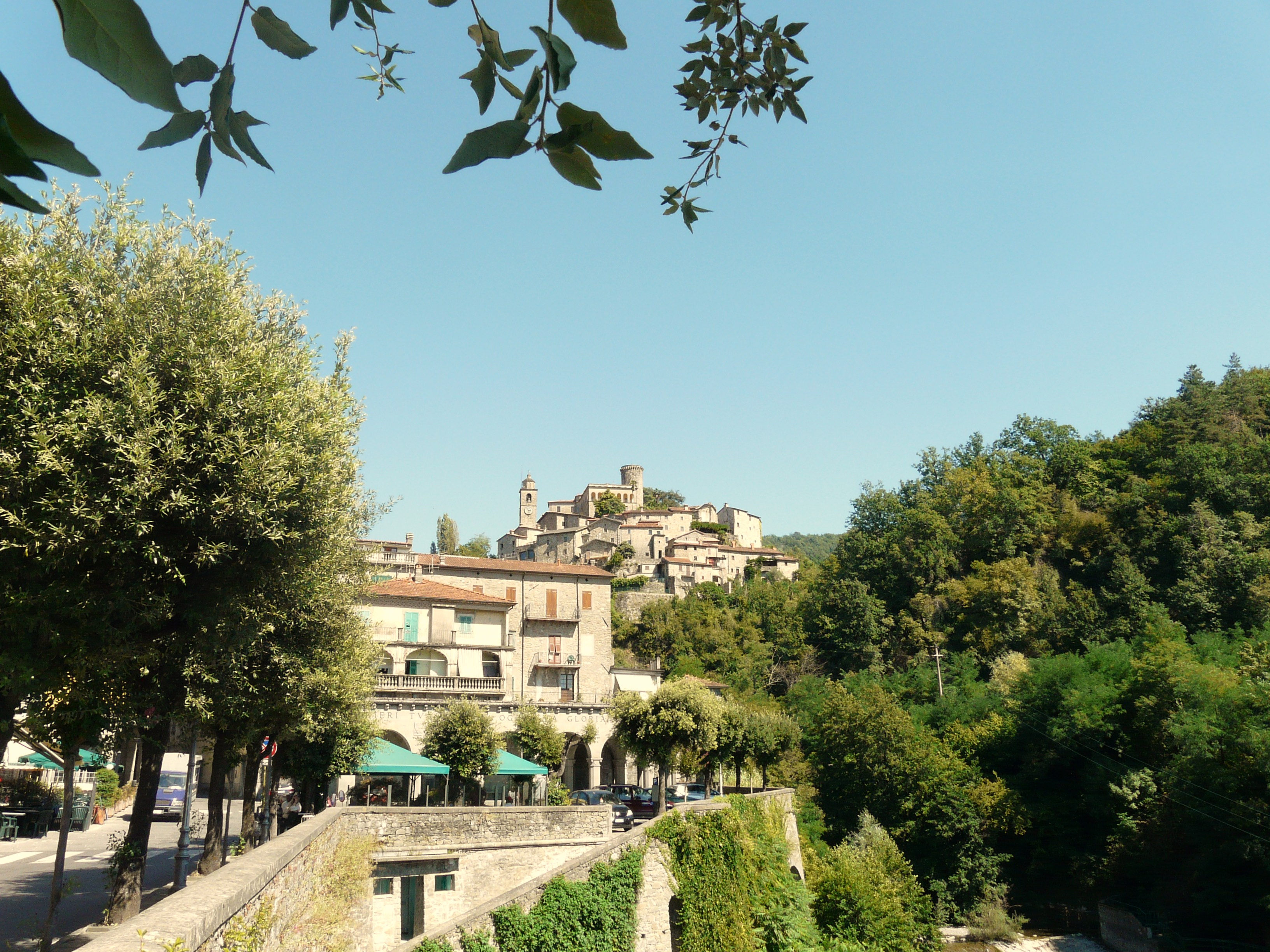
Bagnone, paese
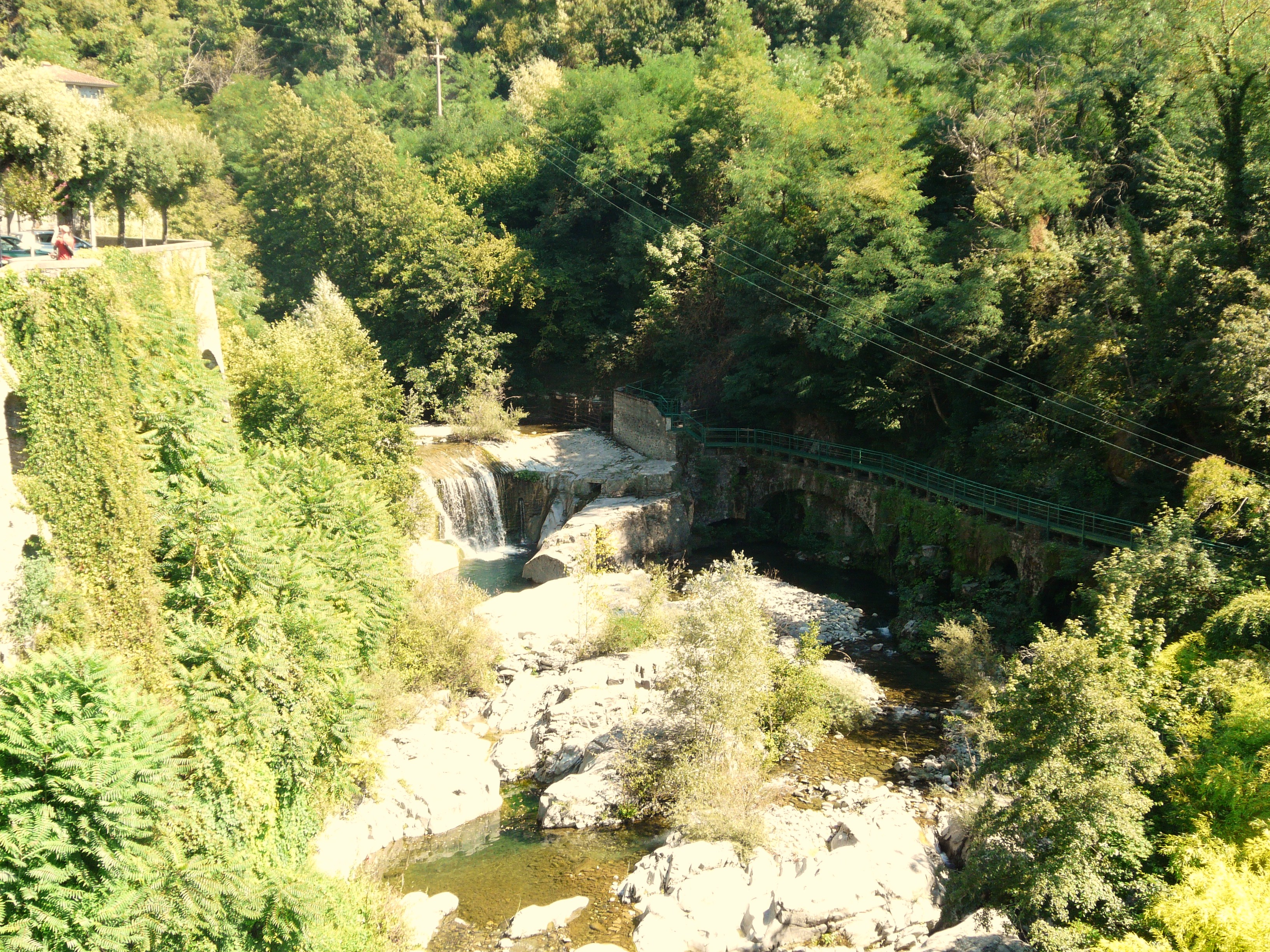
Cascata del Bagnone
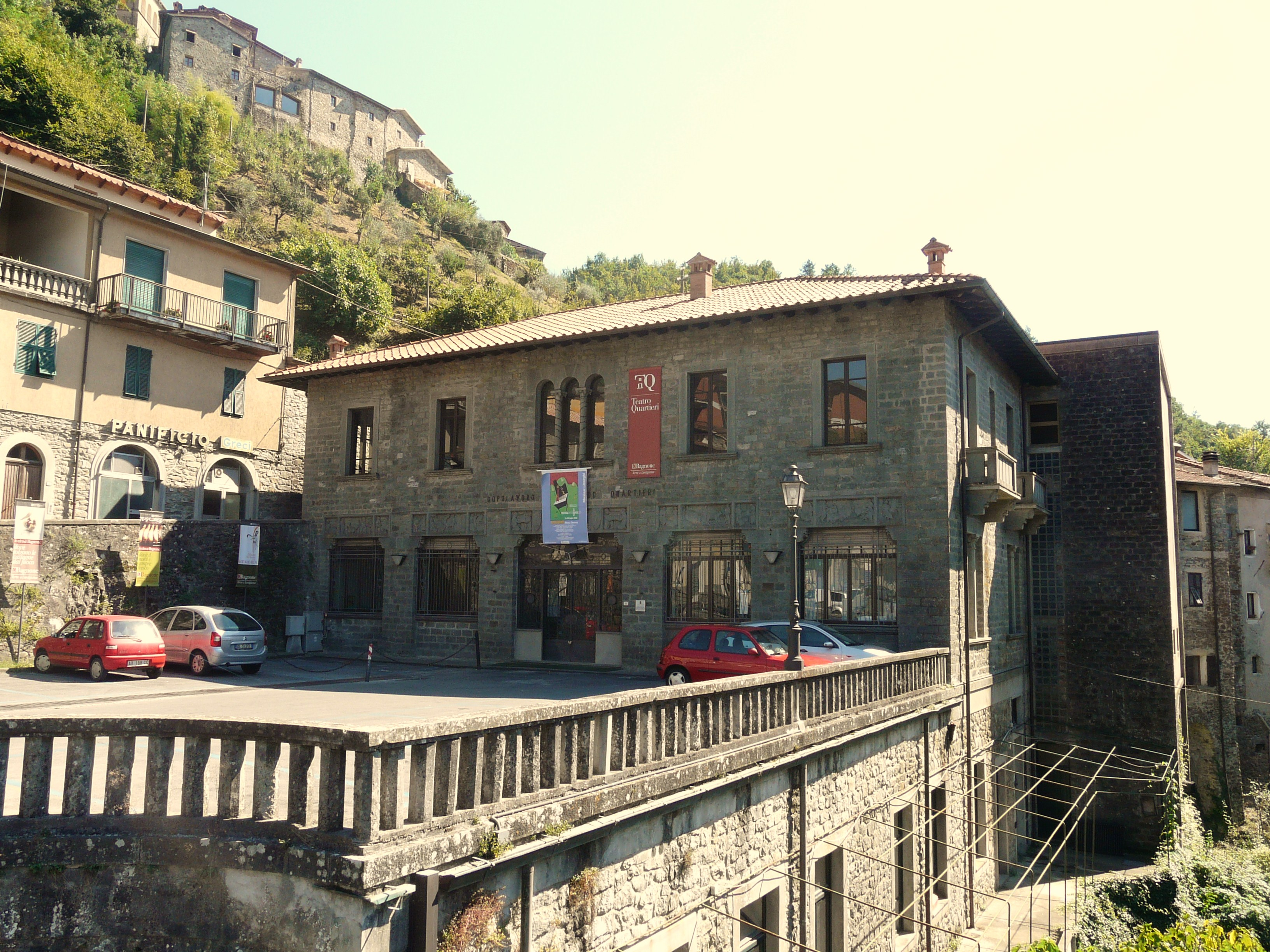
Teatro F. Quartieri
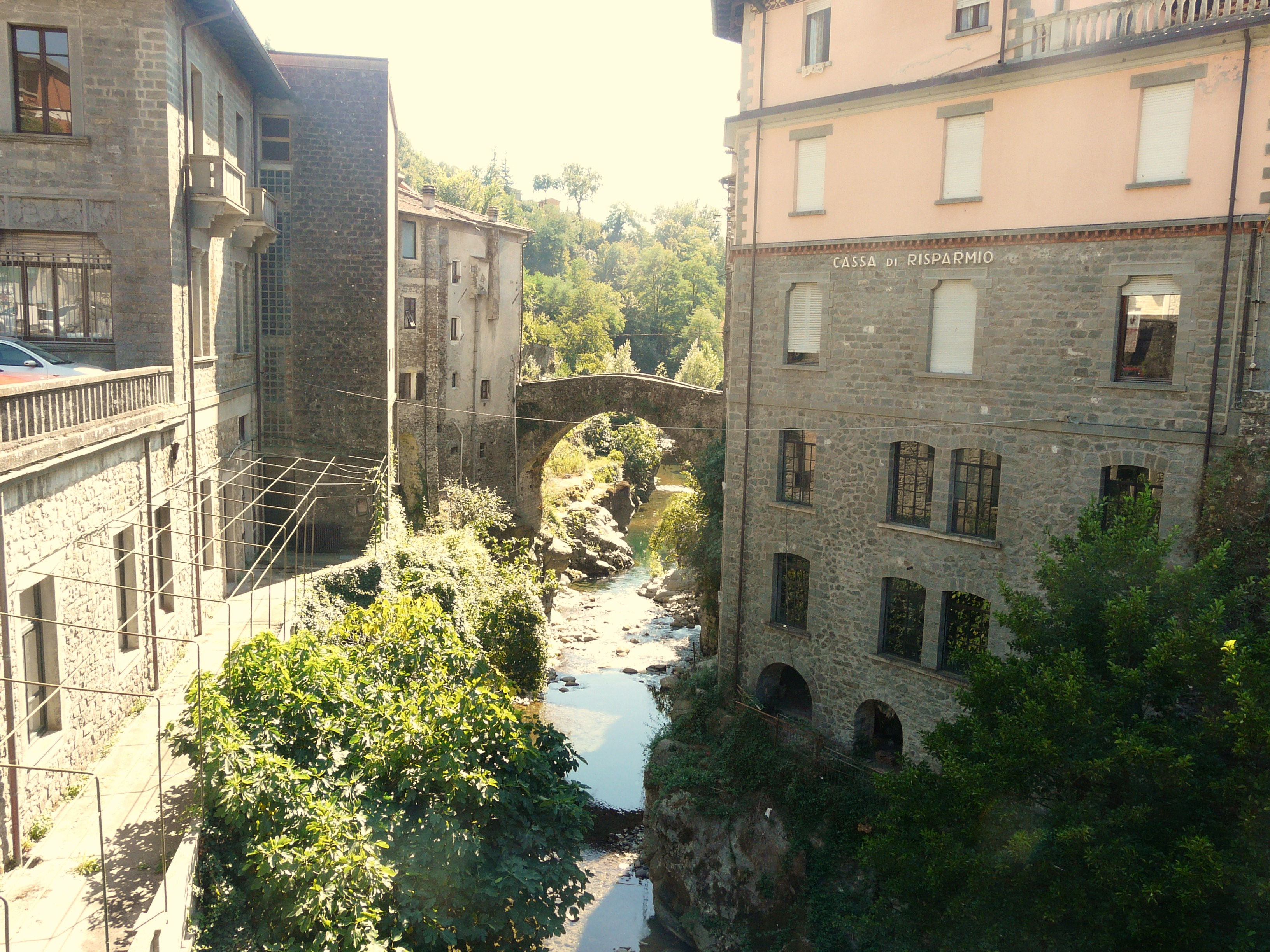
Ponte medievale sul Bagnone
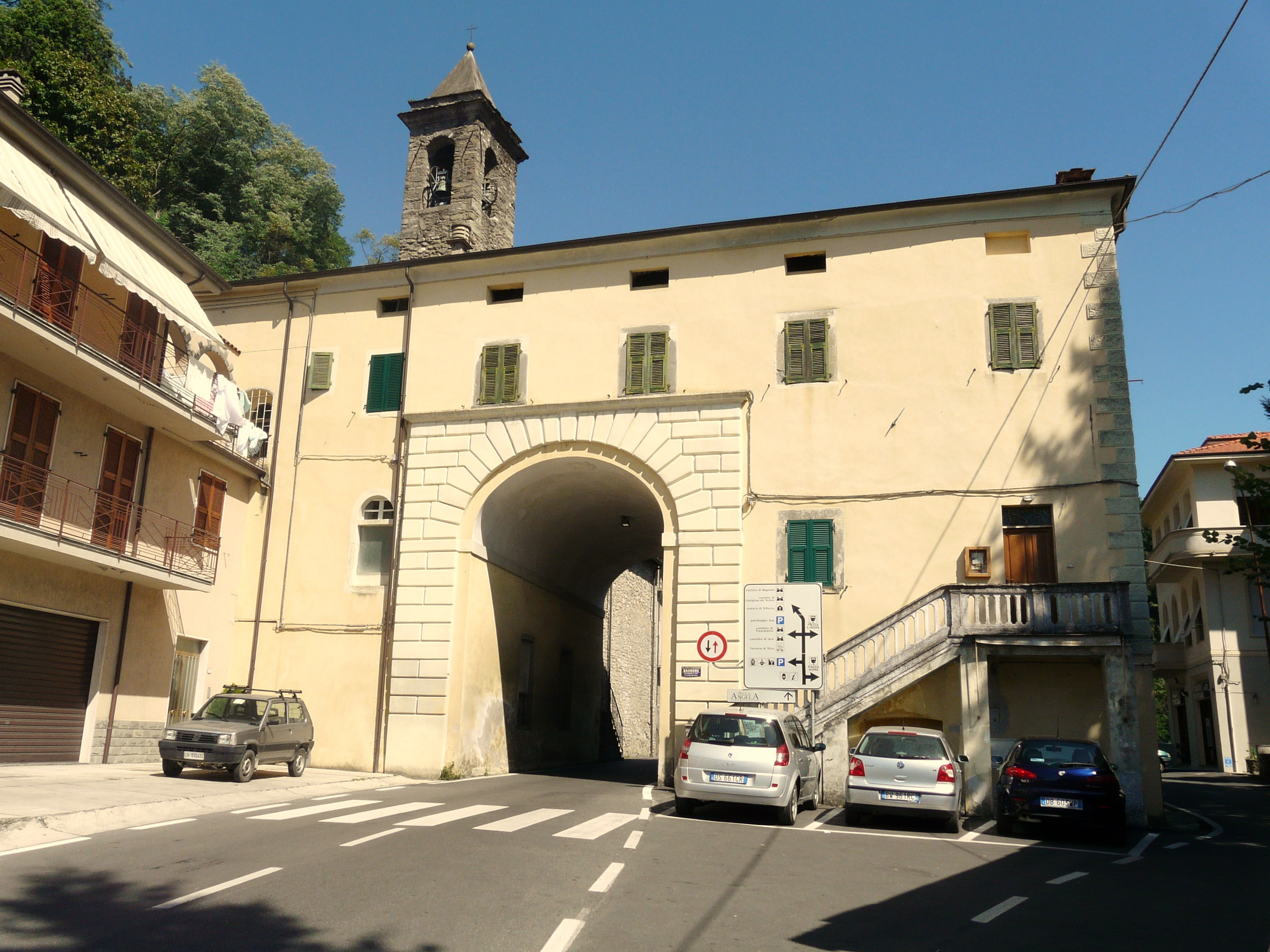
Portale di accesso
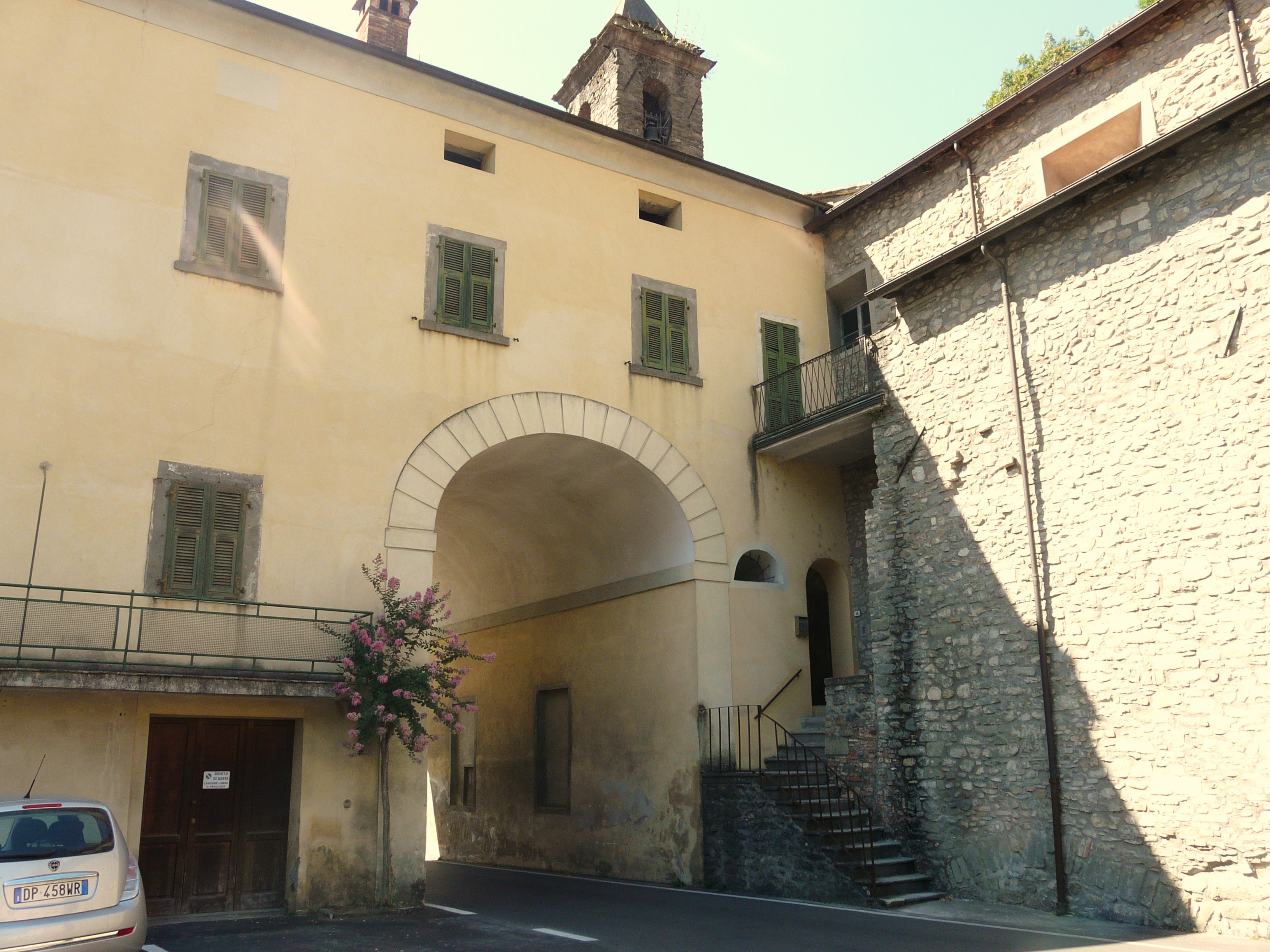
Portale di accesso
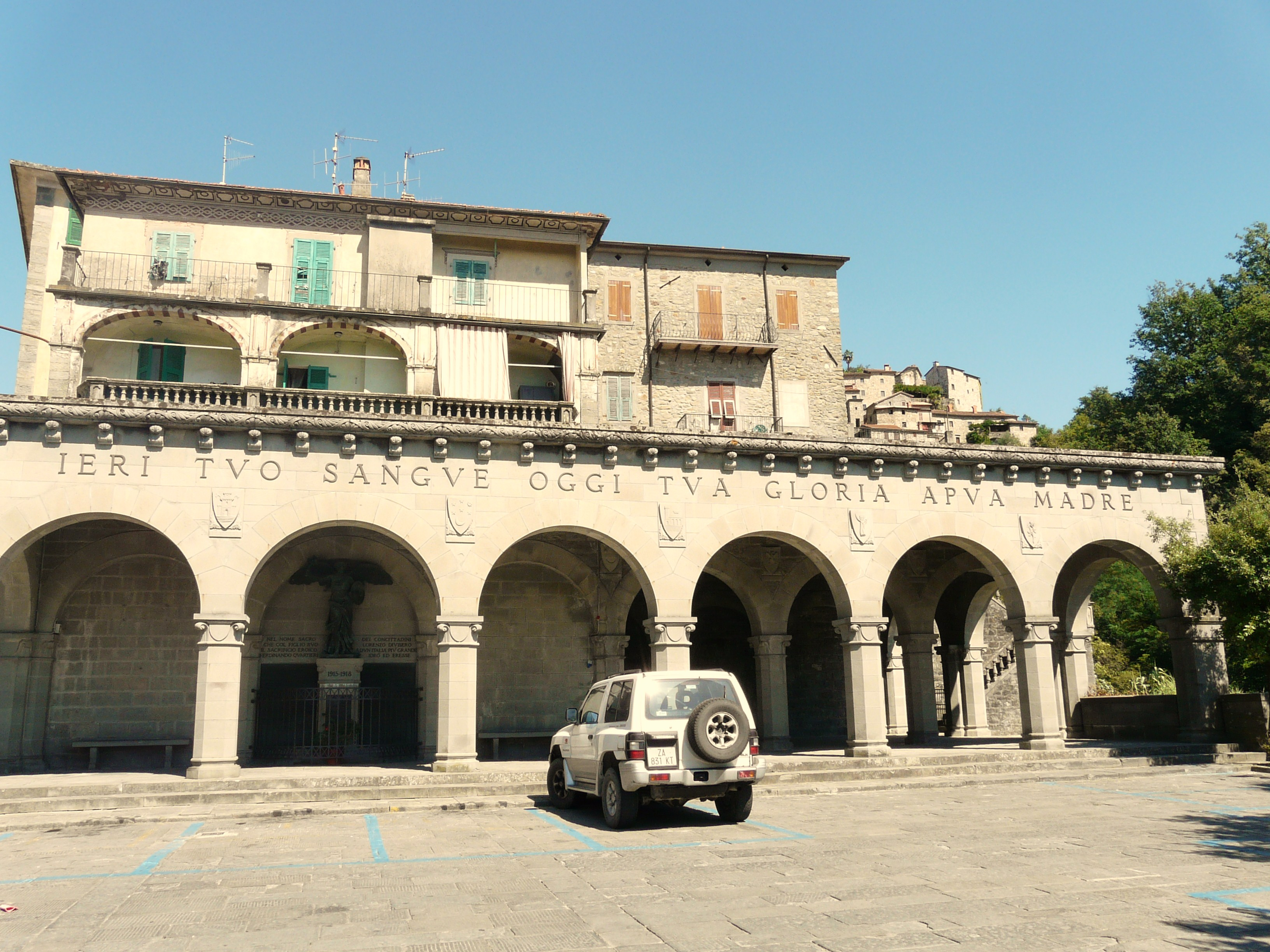
Piazza Roma
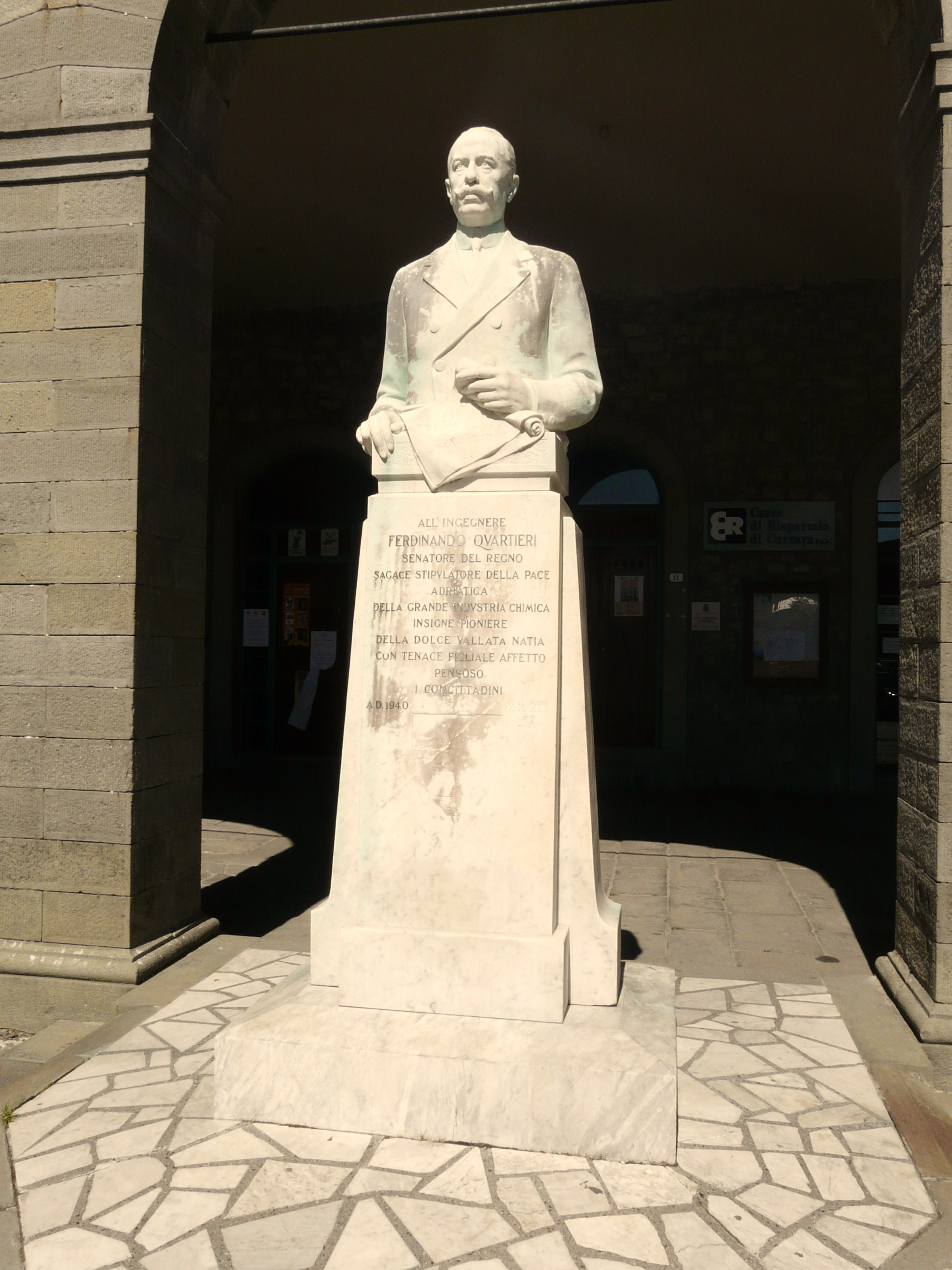
Monumento a F.Quartieri
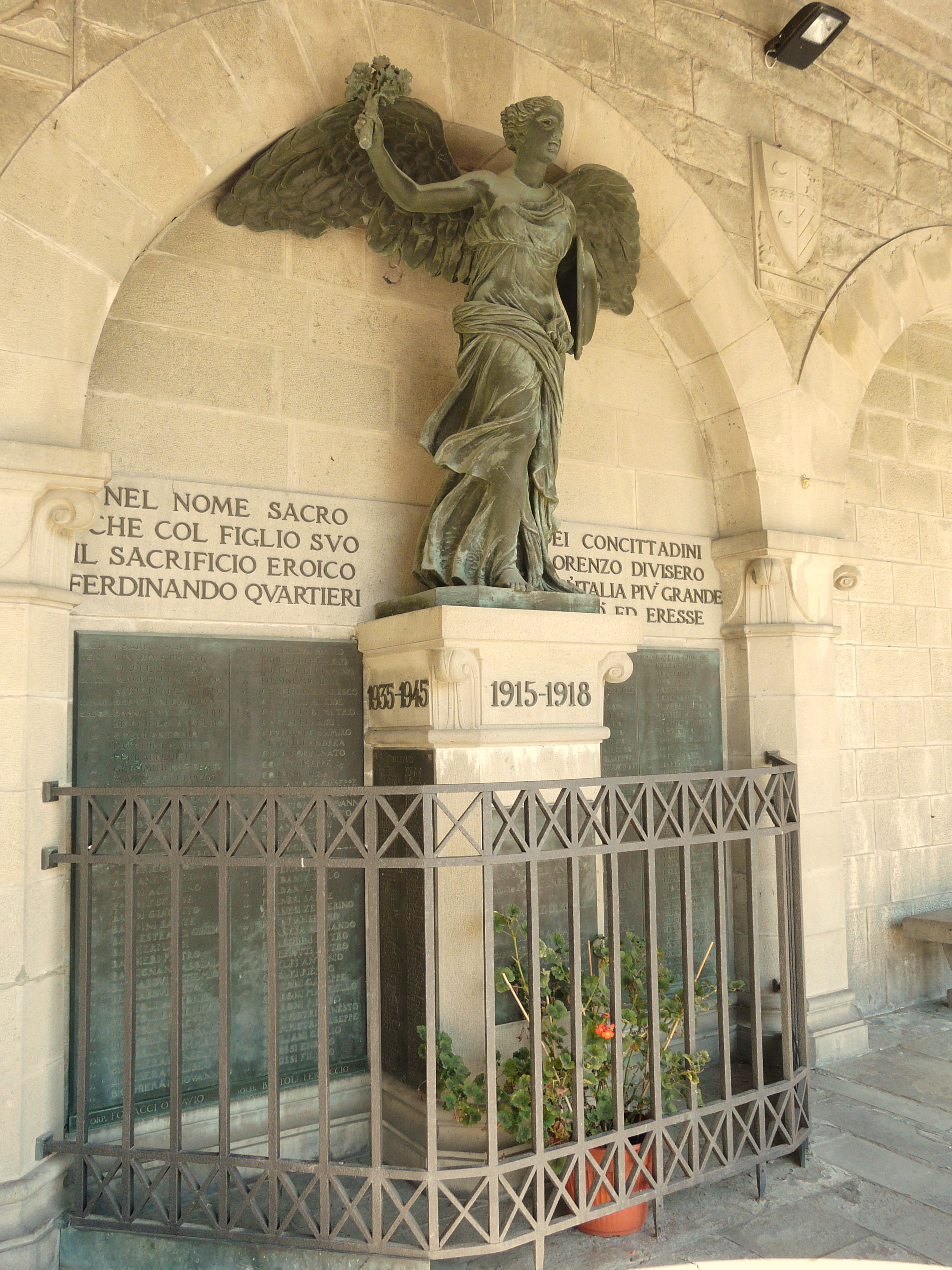
Monumento ai Caduti
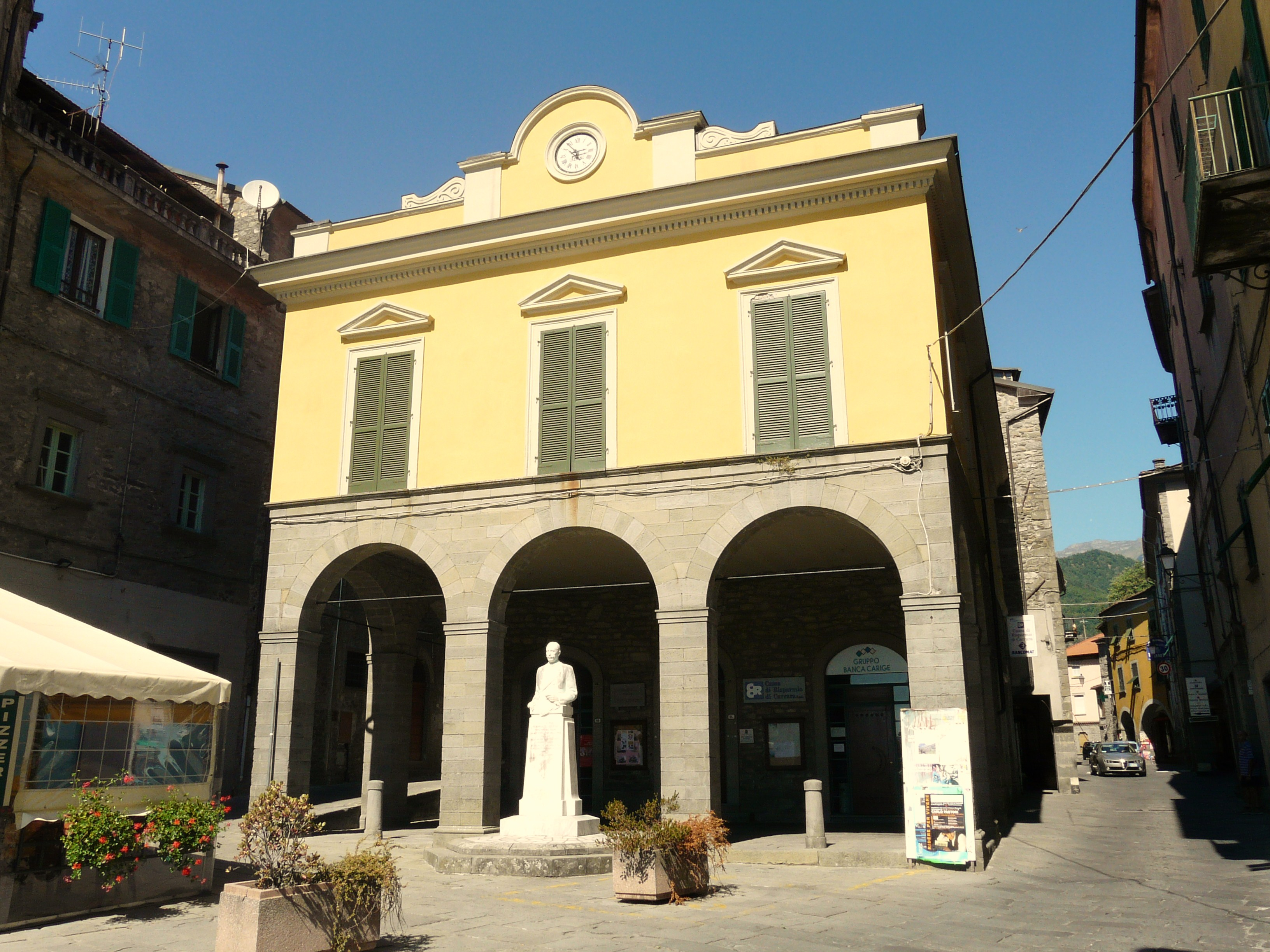
Piazza Roma
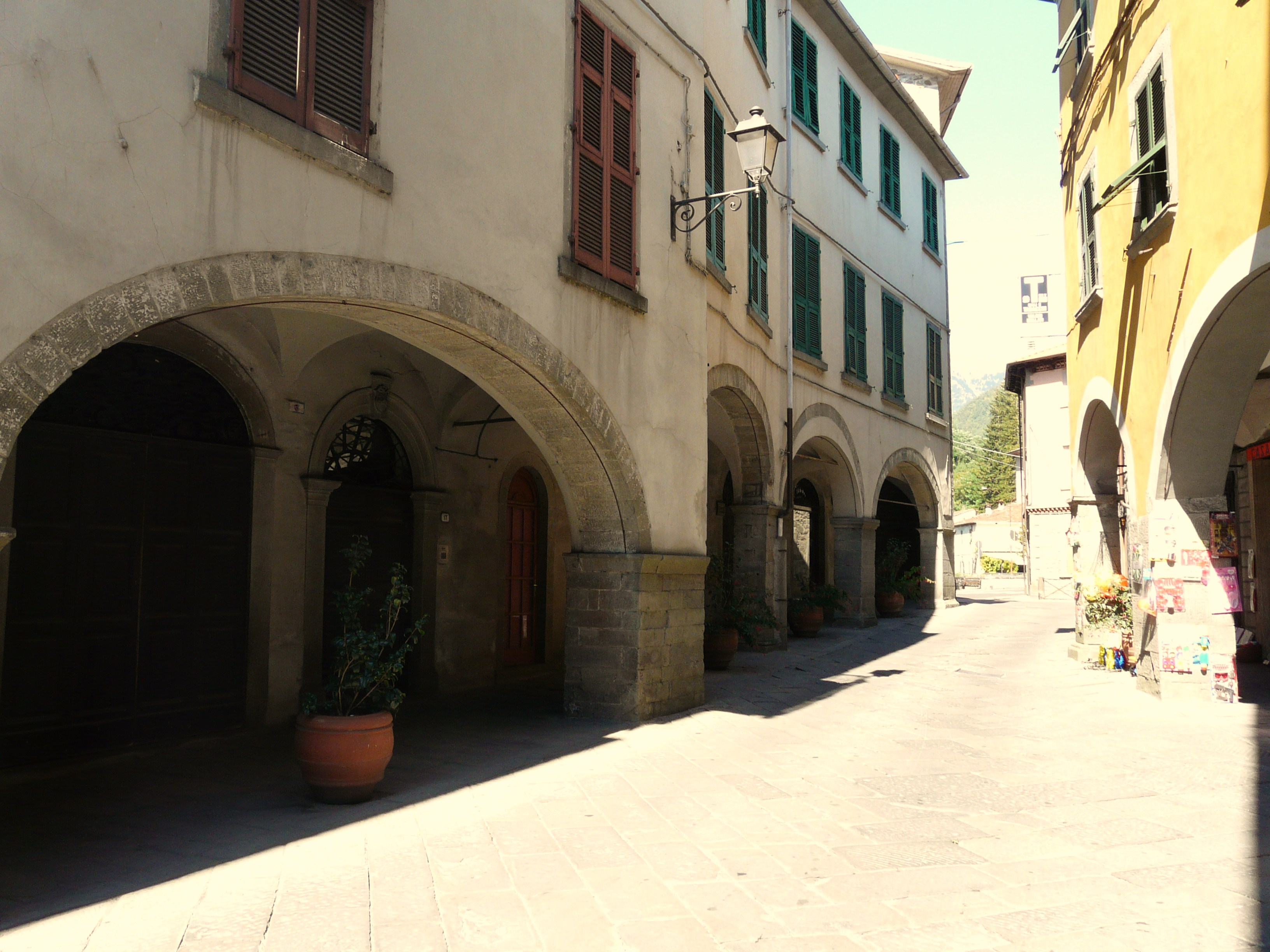
Portici del centro storico